# Igor Pavlov
Igor Viktorovič Pavlov (in russo Игорь Викторович Павлов?; ...) è un programmatore freelance russo.
È l'autore del software di compressione e archiviazione 7-Zip, degli algoritmi di compressione LZMA e LZMA2, dei formati di archivio .lzma, 7z e XZ e di altri programmi meno famosi, come Document Press, 7-max, 7-benchmark, 777, BIX e UFA.